# Кругликова Галина Петрівна
Галина Петрівна Кругликова (нар. 1956) — українська радянська діячка, новатор виробництва, машиніст крана Краматорського заводу важкого верстатобудування імені Чубаря Донецької області. Депутат Верховної Ради УРСР 10-го скликання.

## Біографія
Освіта середня. Член ВЛКСМ.
З 1974 року — робітниця, машиніст крана Краматорського заводу важкого верстатобудування імені Чубаря Донецької області.